# Phyllomyias fasciatus
El mosquerito oliváceo o mosqueta olivácea (en Argentina y Paraguay) (Phyllomyias fasciatus), también denominado atrapamoscas de planalto, es una especie de ave paseriforme de la familia Tyrannidae perteneciente al género Phyllomyias. Es nativa del este de América del Sur.

## Distribución y hábitat
Se distribuye desde el noreste de Brasil (este de Pará y Maranhão, al este hasta Río Grande del Norte hacia el sur hasta Río Grande del Sur), extremo noreste de Bolivia, este de Paraguay, hasta el extremo noreste de Argentina (Misiones).
Es la especie más común del género, frecuentando todo tipo de bosques húmedos y caducifolios, áreas abiertas con arbustos, parques y jardines. Hasta los 1900 m de altitud.

## Descripción
Mide entre 11 y 11,5 cm de longitud. Presenta la cabeza ceniza con la lista superciliar, los auriculares y a garganta blancas. Sus alas son levemente barradas y posee el plumaje de color oliváceo en las partes superiores y amarillo claro en las inferiores. La especie es parcialmente migratoria entre 0 y 800 m, y raramente llega hasta la 1800 m.

## Sistemática

### Descripción original
La especie P. fasciatus fue descrita por primera vez por el naturalista sueco Carl Peter Thunberg en 1822 bajo el nombre científico Pipra fasciata; su localidad tipo es: «Brasil; restringido posteriormente para Jaguaquara, Bahía».

### Etimología
El nombre genérico masculino «Phyllomyias» se compone de las palabras del griego «φύλλον» (phúllon) que significa ‘hoja’, y de la forma neolatina «myias» que significa ‘atrapamoscas’, a su vez derivado del griego  «μυῖα, μυῖας» (muĩa, muĩas) que significa ‘mosca’; y el nombre de la especie «fasciatus», en latín tardío significa ‘bandeado’, derivado de «fascia» que significa ‘banda’, ‘faja’.

### Taxonomía
Los estudios de Fitzpatrick (2004) sugieren que el género Phyllomyias es polifilético, y que el grupo formado por la presente especie (del cual es la especie tipo), Phyllomyias griseiceps, P. griseocapilla y P. weedeni no sería pariente cercano del resto de las especies. La subespecie cearae podría representar una especie separada.

### Subespecies
Según las clasificaciones del Congreso Ornitológico Internacional (IOC) y Clements Checklist/eBird se reconocen tres subespecies, con su correspondiente distribución geográfica:
- Phyllomyias fasciatus cearae Hellmayr, 1927 – noreste de Brasil, Ceará y Río Grande del Norte al sur hasta Sergipe).
- Phyllomyias fasciatus fasciatus (Thunberg), 1822 – este de Brasil (este de Pará, Maranhão y oeste de Bahía al sur hasta el sur de Mato Grosso y sur de Goiás) y extremo noreste de Bolivia (Santa Cruz).
- Phyllomyias fasciatus brevirostris (Spix), 1825 – sureste de Brasil (Minas Gerais y Espírito Santo hasta Río Grande del Sur), este de Paraguay y noreste de Argentina (Misiones).